# Astrocottus
Astrocottus es un género de peces de la familia Cottidae, del orden Scorpaeniformes. Esta especie marina fue descubierta por Rolf Ling Bolin en 1936.

## Especies
Especies reconocidas del género:
- Astrocottus leprops Bolin, 1936
- Astrocottus matsubarae Katayama, 1942
- Astrocottus oyamai M. Watanabe, 1958
- Astrocottus regulus Tsuruoka, Maruyama & Yabe, 2008

### Lectura recomendada
- Eschmeyer, William N., ed. 1998. Catalog of Fishes. Special Publication of the Center for Biodiversity Research and Information, no. 1, vol 1-3. 2905.